# Боуэн, Джордж
Джордж Фергюсон Боуэн (англ. George Ferguson Bowen, 2 ноября 1821 — 21 февраля 1899) — британский колониальный губернатор. За свою жизнь служил на Ионических островах, нескольких территориях Австралии, Новой Зеландии, Маврикии, Гонконге.
Был старшим сыном преподобного Эдварда Боуэна, впоследствии ректора Тэгбойна в графстве Донегол. Получил образование в школе Картезианского монастыря и Тринити-Колледже, Оксфорд, был удостоен 1-й степени бакалавра в 1844 году и был избран членом колледжа Брейсноуз. В 1847 году, получив 3-ю степень, он был избран президентом университета Корфу, занимая эту должность до 1851 года.
Служа секретарём правительства на Ионических островах, он был назначен в 1859 году первым губернатором Квинсленда — сразу же после того, как эта австралийская колония была отделена от Нового Южного Уэльса. Он интересовался исследованием Квинсленда и привлечением для этого сил добровольцев, но подвергся некоторой критике, отказавшись санкционировать решение проблемы неконвертируемых бумажных денег во время финансового кризиса 1866 года. В 1867 году он был назначен губернатором Новой Зеландии; на этом посту достиг успеха в достижении с маори согласия признания последними английского правления и стремился положить конец борьбе между колонистами и местными жителями. Будучи переведён в колонию Виктория в 1872 году, Боуэн пытался уменьшить расходы этой колонии и в 1879 году стал губернатором Маврикия. Его последним государственным постом была должность губернатора Гонконга, которую он занимал с 1882 до 1887 года.
В 1856 году Боуэн был награждён Орденом святого Михаила и святого Георгия, в 1886 году стал членом тайного совета, получил почётные ученые степени от университетов Оксфорда и Кембриджа. В декабре 1887 года он был назначен руководителем королевской комиссии, которую направили на Мальту с целью разработки новой конституции для острова, и все рекомендации, внесённые им, были приняты. Умер в Брайтоне, был дважды женат, имел одного сына и четырёх дочерей.
Главные сочинения: «Ithaca 1850» (Лондон, 1854), в 1859 году переведено на греческий; «Mount Athos, Thessaly and Epirus» (Лондон, 1852); «Murray’s Handbook for Greece» (Лондон, 1854).